# Le Passager clandestin (film, 1958)
Pour les articles homonymes, voir Le Passager clandestin.
Pour plus de détails, voir Fiche technique et Distribution.
Le Passager clandestin (en anglais : The Stowaway) est un film franco-australien de Ralph Habib et Lee Robinson sorti en 1958.

## Synopsis
Un richissime anglais a entièrement légué sa fortune à son fils naturel René Maréchal alors que son autre fils, Owens, en est frustré. Un notaire londonien cherche l’héritier et se rend à Panama afin d’obtenir de Lotte, une entraîneuse de cabaret, des renseignements sur René Maréchal avec lequel elle a vécu pendant deux ans. Mais René Maréchal est parti pour Tahiti. Lotte, alléchée par cette poursuite pittoresque voudrait retrouver elle-même René Maréchal et devancer le notaire londonien. Profitant de la passion amoureuse que lui voue un jeune officier radio américain, elle voyage clandestinement sur le même bateau que le notaire et Owens, arrive à Papeete, mais prise au jeu, tombe elle-même amoureuse du jeune officier américain et renonce à rechercher René Maréchal. Elle devra déjouer les sombres projets d’un troisième larron, un certain Mougins, qui a réussi à connaître les raisons de la recherche de René Maréchal et voudrait se faire passer pour lui après l’avoir fait disparaître, afin de recueillir l’héritage. Après une « partie de chasse » mouvementée, tout finira par s’élucider ; les jeunes amoureux pourront convoler en justes noces et revenir à Paris, pour la plus grande joie de Lotte, et René Maréchal recueillera seul l’héritage qui lui est destiné, sans avoir à le partager avec de faux amis.

## Fiche technique
- Titre original : The Stowaway
- Réalisation : Ralph Habib, Lee Robinson
- Assistant réalisateur : Claude Pinoteau
- Scénario : Paul Andréota, Maurice Aubergé, d'après le roman éponyme de Georges Simenon
- Société de production :  Les Films Corona, Silver Films, Discifilm et Southern Films International
- Producteur : Paul-Edmond Decharme et Lee Robinson
- Montage :  Monique Kirsanoff
- Ingénieur du son : René Sarazin
- Musique du film :  Michel Emer
- Directeur de la photographie : Desmond Dickinson, Henri Persin (cadreur).
- Langue : anglais et français
- Genre : Film d'aventure
- Durée : 93 minutes
- Date de sortie : 
  - France - 21 mars 1958

## Distribution
- Martine Carol : Lotte
- Karlheinz Böhm : Jean
- Serge Reggiani : Alfred Mougins
- Arletty : Gabrielle
- Roger Livesey : Major Owens
- Reg Lye : Buddington
- Maea Flohr : Maea
- Yvon Chababa : Max
- James Condon : The Purser
- Charles Mauu : Taro
- Vahinerii Tauhiro : Vahinerri
- Doris Fitton
- Frédéric Geay
- Germaine Levers
- John Martin
- Teheiura Poheroa